# Epilampra columbiana
Epilampra columbiana är en kackerlacksart som beskrevs av Henri Saussure 1895. Epilampra columbiana ingår i släktet Epilampra och familjen jättekackerlackor. Inga underarter finns listade i Catalogue of Life.